# Kleenheim
Kleenheim war eine Gemeinde im mittelhessischen Landkreis Wetzlar. Heute gehört ihr ehemaliges Gebiet zur Gemeinde Langgöns im Landkreis Gießen.

## Geschichte
Im Zuge der Gebietsreform in Hessenwurden zum 31. Dezember 1971 die bis dahin selbständigen Gemeinden Niederkleen und Oberkleen aufgelöst und in die neue Gemeinde Kleenheim eingegliedert.
Am 1. Januar 1977 wurde die Gemeinde Kleenheim im Rahmen der kommunalen Neugliederung durch das Gesetz zur Neugliederung des Dillkreises, der Landkreise Gießen und Wetzlar und der Stadt Gießen in die Gemeinde Langgöns eingegliedert.